# Мост Дружбы (Парагвай — Бразилия)
Мост Дружбы (порт. Ponte da Amizade, исп. Puente de la Amistad) — автодорожный арочный мост через реку Парана, соединяющий бразильский город Фос-ду-Игуасу и парагвайский Сьюдад-дель-Эсте. Со стороны Бразилии к мосту подходит шоссе BR-277, со стороны Парагвая — шоссе Ruta 7. На момент открытия это был один из крупнейших железобетонных арочных мостов в мире.
Мост исключительно важен для экономик как города Фос-ду-Игуасу и прилегающих бразильских городов, так и всего Парагвая. Большинство импорта и экспорта Парагвая проходит через этот мост, создавая постоянные транспортные проблемы в регионе. Кроме того, через мост проходит постоянный поток контрабанды, бразильские контрабандисты везут в Парагвай портативные компьютеры, цифровые фотоаппараты и, иногда, оружие. Много бразильцев ездят в безналоговую зону Сьюдад-дель-Эсте за покупками, так как большинство товаров в Парагвае значительно дешевле.

## История
Соглашение о строительстве моста было принято правительствами Бразилии и Парагвая 29 мая 1956 года. 14 ноября 1956 года была создана комиссия по руководству проектом и выполнению работ. Проект моста разработал архитектор Хосе Пауло Родригес Де Алмейда Лейте. Строительство выполняли компании Constructora Rabello и SOTEGE. Строительные работы начались в 1957 году с расчистки строительной площадки и оборудования площадки. Бетонирование арки производилось на металлических подмостях общим весом 1200 тонн, доставленных из города Волта-Редонда. Торжественное открытие моста состоялось 27 марта 1965 года в присутствии президента Бразилии У. Кастелу Бранку и президента Парагвая Стресснера.
В 2014—2016 гг. был проведен капитальный ремонт, включавший в себя ремонт и усиление железобетонных конструкции моста, замену покрытия проезжей части и тротуаров, установку нового перильного ограждения.

## Конструкция
Мост железобетонный арочный. Длина центрального пролета составляет 290 м, высота над уровнем воды — 53 м. Арочный свод имеет прямоугольное полое сечение. В середине пролета высота сечения свода составляет около 1/90 (3,2 м), а ширина — 1/26,4 пролета (11 м). Над опорами ширина свода составляет 13 м, высота — 4,80 м. Уширение свода к пятам существенно повышает поперечную горизонтальную жесткость арочного пролетного строения. С этой же целью береговые опоры, на которые опираются концы проезжей части, уширены до 22,6 м. В середине пролета на длине 79,4 м проезжая часть совмещается с арочным сводом. Общая длина моста составляет 552,4 м, ширина — 13,5 м.
Мост предназначен для движения автотранспорта и пешеходов. Проезжая часть шириной 9,5 м включает в себя 3 полосы для движения автотранспорта. Покрытие проезжей части и тротуаров — асфальтобетон. Тротуары отделены от проезжей части металлическим ограждением. Над тротуарами построены навесы для защиты от солнца и атмосферных осадков, а также высокие перила для предотвращения самоубийств.

Панорамный вид на мост от Фос-ду-Игуасу, Бразилия